# André Burguière
André Burguière (Paris, 1938) é um historiador francês, integrante da 4.ª geração da Escola dos Annales.
Foi diretor de estudos da "École des hautes études en sciences sociales".